# Hédé-Bazouges
Hédé-Bazouges  (en bretón Hazhoù-Bazeleg) es una población y comuna francesa, situada en la región de Bretaña, departamento de Ille y Vilaine, en el distrito de Rennes y cantón de Hédé.

## Demografía
| 1560 | 1555 | 1432 | 1422 | 1500 | 1822 |
| Para los censos de 1962 a 1999 la población legal corresponde a la población sin duplicidades (Fuente: INSEE [Consultar]) |      |      |      |      |      |